# Marit
Marit ist ein in Schweden und Norwegen vorkommender weiblicher Vorname. Er ist eine Variante des Namens Margarete. Im Finnischen existiert mit Maarit eine ähnliche Variante.

## Namensträgerinnen
- Marit Allen (1941–2007), britische Kostümbildnerin
- Marit Arnstad (* 1962), norwegische Politikerin
- Marit Berger Røsland (* 1978), norwegische Politikerin
- Marit Bergman (* 1975), schwedische Popsängerin und Komponistin
- Marit Bjørgen (* 1980), norwegische Skilangläuferin
- Marit Breivik (* 1955), norwegische Handballtrainerin und -spielerin
- Marit Tveite Bystøl (* 1981), norwegische Skibergsteigerin
- Marit Fiane Christensen (* 1980), norwegische Fußballspielerin
- Marit van Eupen (* 1969), niederländische Ruderin
- Marit Hansen (* 1969), deutsche Informatikerin, seit 2015 Landesbeauftragte für Datenschutz Schleswig-Holstein
- Marit Jessen Rüdiger (* 1982), nordschleswigsche Pharmazeutin und Politikerin
- Marit Kaldhol (* 1955), norwegische Kinderbuchautorin
- Marit Larsen (* 1983), norwegische Sängerin und Musikerin
- Marit Laurin (1904–1988), schwedische Anthroposophin, Übersetzerin und Nachdichterin
- Marit Malm Frafjord (* 1985), norwegische Handballspielerin
- Marit Mikkelsplass (* 1965), norwegische Skilangläuferin
- Marit Paulsen (1939–2022), schwedische Autorin und Politikerin
- Marit Rullmann (* 1953), deutsche Autorin
- Marit Sauramo (* 1954), finnische Opern- und Konzertsängerin
- Marit Knutsdatter Strand (* 1992), norwegische Politikerin
- Mette-Marit Tjessem Høiby (* 1973), norwegische Kronprinzessin

## Familienname
- Arne Marit (* 1999), belgischer Radrennfahrer